# Bulette (Flusspferd)

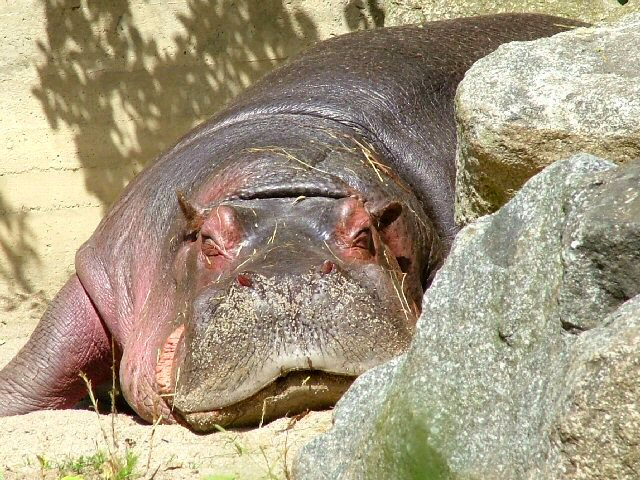
Bulette im Juni 2004

Bulette (* 3. April 1952 in Leipzig; † 31. Dezember 2005 in Berlin) war ein weibliches Flusspferd, das im Zoologischen Garten Berlin lebte.
Geboren wurde Bulette im Zoologischen Garten Leipzig, wo ihre Mutter Grete beheimatet war. Etwa ein Jahr nach ihrer Geburt wurde sie an den Berliner Zoo abgegeben. Das Vatertier erlangte unter dem Namen Knautschke ebenfalls Popularität unter den Berlinern und auch über die Stadtgrenzen Berlins hinaus. Knautschke war das einzige Großtier Berlins, das den Zweiten Weltkrieg überlebte. Der Bulle Nante, Sohn von Bulette und Knautschke, verletzte seinen Vater in einem Rivalenkampf so schwer, dass dieser im Jahr 1988 im Alter von 46 Jahren eingeschläfert werden musste. Auch mit ihrem Sohn Nante hatte Bulette in der Folgezeit gemeinsame Nachkommen.
Bulette übertraf mit ihrer Lebensdauer von 53 Jahren deutlich die Lebenserwartung von Flusspferden in ihrer natürlichen Umgebung, die bei etwa 30 bis 40 Jahren liegt. Damit gilt sie als das älteste in einem Zoo beheimatete Säugetier Europas. Sie gebar im Laufe ihres Lebens mehr als 20 Nachkommen, zum Teil von ihrem Vater Knautschke, und sicherte damit zum großen Teil den Bestand an Flusspferden in den zoologischen Gärten Europas. Einige ihrer Nachkommen wurden darüber hinaus in afrikanischen Flussgebieten ausgewildert.
Aufgrund einer Verletzung nach einem Angriff durch ein anderes Flusspferd im Jahr 2003 und altersbedingten Beschwerden in ihren Vorderbeinen war Bulette in ihren letzten zwei Lebensjahren von einem ursprünglichen Gewicht von etwa 2500 Kilogramm auf rund 1000 Kilogramm deutlich abgemagert. Sie wurde von den anderen Flusspferden im Berliner Zoo teilweise attackiert und deshalb in den letzten Monaten ihres Lebens von ihren Artgenossen getrennt gehalten. Silvester 2005 musste Bulette aufgrund schwerer Gesundheitsprobleme eingeschläfert werden.